# Pelosia ramosula
Pelosia ramosula là một loài bướm đêm thuộc phân họ Arctiinae, họ Erebidae.